# Pantó Gábor
Pantó Gábor (Budapest, 1917. október 24. – Debrecen, 1972. október 28.) magyar geológus, egyetemi tanár, a Magyar Tudományos Akadémia levelező tagja (1965).

## Élete
Pantó Dezső (1884-1975) bányamérnök és Albert Paula (1878–1953) fiaként született. Testvére, Pantó Endre bányamérnök volt. 1935-ben érettségizett az újpesti állami reálgimnáziumban, majd  1940-ben a budapesti Pázmány Péter Tudományegyetemen természetrajz–vegytan szakos tanári és bölcsészdoktori oklevelet szerzett. 1941-ben a Magyar Állami Földtani Intézet (MÁFI) kutatógeológusaként kezdett dolgozni, a második világháború alatt 1942-től 1945-ig Budapesten híradós zászlóaljnál teljesített katonai szolgálatot. Hadifogságba került, ahonnan 1946-ban tért vissza.
1948-ban a MÁFI csoportvezető geológusa, 1951-ben Bánya- és Energiaügyi Minisztérium Földtani Főosztályának csoportvezető főmérnöke lett. 1952-től a föld- és ásványtani tudományok kandidátusa volt. 1952 és 1955 között a Földtani Intézet Vasércföldtani és Kőzettani Osztályának vezetője, majd 1957-ig az Országos Földtani Főigazgatóság főigazgató-helyettese volt, ezután a MÁFI főgeológusa és a Tokaji Kutatócsoport vezetője lett. 1955 és 1958 között a geológiai állandó kormánybizottság titkára, 1967-től a Kossuth Lajos Tudományegyetem TTK Ásvány- és Földtani Tanszék tanszékvezető egyetemi tanára volt. 1956-ban a a föld- és ásványtani tudományok doktora lett, 1965-ben a Magyar Tudományos Akadémia levelező tagjává választották.
Tudományos pályafutásának a szatmári bányavidék összehasonlító ércföldtani vizsgálatával kezdte, majd Erdélyben (Nagy-Hagymás, Radnai-havasok) és – többek között – a börzsönyi, a martonyi, a tornaszentandrási, a rudabányai, illetve a nekézsenyi ércelőfordulások bányaföldtani és kőzettani térképezését végezte. Foglalkozott a mikroszkopikus érc- és kőzetvizsgálattal, a magyarországi vaselőfordulások, valamint a vulkanizmus jelenségének feltárásával is. Alapvetően új megállapításokat tett a Tokaji-hegység vulkanizmusával kapcsolatban, valamint vizsgálatokat folytatott a magyarországi úgynevezett tufahorizontok, neovulkanitok és az ignimbrit szerepével kapcsolatban a vulkanikus képződmények keletkezésében. Nemzetközileg is jelentős eredményeket ért el a Pannon medence geológiai fejlődésére vonatkozóan, több érclelőhely monografikus feldolgozását is elvégezte.
1951-től az MTA Földtani Főbizottságának, 1953-tól a Geokémiai és Ásvány-kőzettani Bizottságnak is tagja volt. 1965-től az MTA Geokémiai Bizottságának elnöke volt. 1942-től a Magyarhoni Földtani Társulat rendes tagja volt, 1950-ben a választmány tagjává választották, majd tiszteletbeli tag lett. 1958-ban a Kárpát-balkáni Földtani Egyesülés magyarországi titkára lett, valamint a Nemzetközi Vulkanológiai Egyesülés magyarországi levelező tagja volt. 1950 és 1960 között a Magyar Állami Földtani Intézet Kiadványainak szerkesztője volt.
Felesége Schnirtz Klára volt. Unokaöccse Pantó György Széchenyi-díjas geológus, geokémikus, az MTA rendes tagja.
1972-ben hunyt el Debrecenben, a budapesti Farkasréti temetőben nyugszik. Sírját 2004-ben a Nemzeti Emlékhely és Kegyeleti Bizottság védetté nyilvánította.

## Díjai, elismerései
- MFT Centenáriumi Emlékérem (1948)
- Szabó József-emlékérem (1963)

## Főbb művei
- Ásvány- és kőzettan az ipari technikumok számára (tankönyv, Bp., 1952)
- A rudabányai vasércvonulat földtani felépítése (Földtani Intézet Évkönyve Bp., 1956)
- A nagybörzsönyi ércesedés (Mikó Lajossal, Földtani Intézet Évkönyve, Bp., 1964)
- Magyarország metallogenetikai térképe (Morvai Gusztávval, Földtani Intézet Évi Jelentései, 1965)